# 並河天民
並河 天民（なみかわ てんみん、1679年7月6日（延宝7年5月28日）- 1718年5月7日（享保3年4月8日））は、江戸時代中期の儒学者である。名は良弼、後に亮。字は伝亮、簡亮。通称は勘介、庄蔵（正蔵とも）。

## 経歴・人物
並河誠所の実兄及び並河宗弥の子として山城の紀伊郡横大路村（現在の京都府京都市伏見区）に生まれる。幼年期より父や兄の影響から儒学を学ぶ。
1691年（元禄4年）に誠所と共に伊藤仁斎の門人となり、堀木之舎で古義学を学んだ。しかし、仁斎の死後彼が唱えた説を批判して、兄と共に新しい学説を唱えた。後にこの学派は仁斎の子伊藤東涯の師事と対立して本草学や医学等といった多彩な学問による天民師事に二分されるほどに至った。また、蝦夷地を日本領とする開拓に関する意見書を刊行する等、政治面でも大活躍した。

## 主な著作物

### 代表的な著書
- 『天民遺言』- 執筆中に死去したため、弟子が編纂した。
- 『かたそきの記』

### その他の著書
- 『兵法印可二則』
- 『闢彊録』
- 『疑語孟字義』